# Clássica de San Sebastián de 2021
A 40.ª edição da clássica ciclista Clássica de San Sebastián (nome oficial: Donostiako Klasikoa) foi uma corrida na Espanha que se celebrou a 31 de julho de 2021 com início e final na cidade de San Sebastián sobre um percurso de 223,5 quilómetros.
A corrida fez parte do UCI WorldTour de 2021, sendo a vigésima segunda competição do calendário de máxima categoria mundial, e foi vencida pelo estadounidense Neilson Powless do EF Education-NIPPO. Completaram o pódio, como segundo e terceiro classificado respectivamente, o esloveno Matej Mohorič do Bahrain Victorious e o dinamarquês Mikkel Honoré do Deceuninck-Quick Step.

## Percorrido
A concorrência percorreu a província de Guipúscoa no País Basco até cidade de San Sebastián sobre um percurso de 223,5 quilómetros.

## Equipas participantes
Tomaram parte na corrida 26 equipas: 19 de categoria UCI WorldTeam e 7 de categoria UCI ProTeam. Formaram assim um pelotão de 175 ciclistas dos que acabaram 100. As equipas participantes foram:
| Equipes WorldTeam (19)- AG2R Citroën Team - Astana-Premier Tech - Bahrain Victorious - Bora-Hansgrohe - Cofidis - Deceuninck-Quick Step - EF Education-Nippo - Groupama-FDJ - Ineos Grenadiers - Intermarché-Wanty-Gobert Matériaux - Israel Start-Up Nation - Jumbo-Visma - Lotto Soudal - Movistar Team - Team BikeExchange - Team DSM - Qhubeka NextHash - Trek-Segafredo - UAE Team Emirates Equipes ProTeam (7)- Alpecin-Fenix - Arkéa-Samsic - TotalEnergies - Euskaltel-Euskadi - Caja Rural-Seguros RGA - Equipo Kern Pharma - Burgos-BH |
| |

## Classificações finais
- As classificações finalizaram da seguinte forma:[2]

### Classificação geral
| \| Classificação geral \| Classificação geral \| Classificação geral \| Classificação geral \| Classificação geral \| \| Ciclista \| Ciclista \| Equipe \| Tempo \| \| \| ------------------- \| ------------------------- \| ---------------------------------- \| ------------------- \| ------------------- \| \| 1. \| Neilson Powless \| EF Education-Nippo \| 5h34m31s \| \| \| 2. \| Matej Mohorič \| Bahrain Victorious \| + 0s \| \| \| 3. \| Mikkel Honoré \| Deceuninck-Quick Step \| + 0s \| \| \| 4. \| Lorenzo Rota \| Intermarché-Wanty-Gobert Matériaux \| + 30s \| \| \| 5. \| Alessandro Covi \| UAE Team Emirates \| + 1m04s \| \| \| 6. \| Julian Alaphilippe \| Deceuninck-Quick Step \| + 1m04s \| \| \| 7. \| Odd Christian Eiking \| Intermarché-Wanty-Gobert Matériaux \| + 1m04s \| \| \| 8. \| Jonas Vingegaard \| Jumbo-Visma \| + 1m04s \| \| \| 9. \| Gianni Moscon \| Ineos Grenadiers \| + 1m04s \| \| \| 10. \| Bauke Mollema \| Trek-Segafredo \| + 1m04s \| \| \| 11. \| Gonzalo Serrano Rodríguez \| Movistar Team \| + 1m04s \| \| \| 12. \| Maxim Van Gils \| Lotto-Soudal \| + 1m04s \| \| \| 13. \| Mark Padun \| Bahrain Victorious \| + 1m04s \| \| \| 14. \| Giulio Ciccone \| Trek-Segafredo \| + 1m04s \| \| \| 15. \| Simon Carr \| EF Education-Nippo \| + 1m08s \| \| \| 16. \| Egan Bernal \| Ineos Grenadiers \| + 1m09s \| \| \| 17. \| Diego Ulissi \| UAE Team Emirates \| + 1m36s \| \| \| 18. \| Juan Ayuso \| UAE Team Emirates \| + 1m36s \| \| \| 19. \| Ruben Guerreiro \| EF Education-Nippo \| + 1m36s \| \| \| 20. \| Gorka Izagirre \| Astana-Premier Tech \| + 1m36s \| \| |                           |                                    |          |
| |                           |                                    |          |
| Fonte: ProCyclingStats |                           |                                    |          |
| Classificação geral |                           |                                    |          |
| Ciclista | Ciclista                  | Equipe                             | Tempo    |
| 1. | Neilson Powless           | EF Education-Nippo                 | 5h34m31s |
| 2. | Matej Mohorič             | Bahrain Victorious                 | + 0s     |
| 3. | Mikkel Honoré             | Deceuninck-Quick Step              | + 0s     |
| 4. | Lorenzo Rota              | Intermarché-Wanty-Gobert Matériaux | + 30s    |
| 5. | Alessandro Covi           | UAE Team Emirates                  | + 1m04s  |
| 6. | Julian Alaphilippe        | Deceuninck-Quick Step              | + 1m04s  |
| 7. | Odd Christian Eiking      | Intermarché-Wanty-Gobert Matériaux | + 1m04s  |
| 8. | Jonas Vingegaard          | Jumbo-Visma                        | + 1m04s  |
| 9. | Gianni Moscon             | Ineos Grenadiers                   | + 1m04s  |
| 10. | Bauke Mollema             | Trek-Segafredo                     | + 1m04s  |
| 11. | Gonzalo Serrano Rodríguez | Movistar Team                      | + 1m04s  |
| 12. | Maxim Van Gils            | Lotto-Soudal                       | + 1m04s  |
| 13. | Mark Padun                | Bahrain Victorious                 | + 1m04s  |
| 14. | Giulio Ciccone            | Trek-Segafredo                     | + 1m04s  |
| 15. | Simon Carr                | EF Education-Nippo                 | + 1m08s  |
| 16. | Egan Bernal               | Ineos Grenadiers                   | + 1m09s  |
| 17. | Diego Ulissi              | UAE Team Emirates                  | + 1m36s  |
| 18. | Juan Ayuso                | UAE Team Emirates                  | + 1m36s  |
| 19. | Ruben Guerreiro           | EF Education-Nippo                 | + 1m36s  |
| 20. | Gorka Izagirre            | Astana-Premier Tech                | + 1m36s  |

## Ciclistas participantes e posições finais
| Deceuninck-Quick Step DQT | Deceuninck-Quick Step DQT          | Deceuninck-Quick Step DQT |
| ------------------------- | ---------------------------------- | ------------------------- |
| Num                       | Ciclista                           | Pos                       |
| 1                         | Julian Alaphilippe (FRA) (estrada) | 6.                        |
| 2                         | Mattia Cattaneo (ITA)              | DNF                       |
| 3                         | Josef Černý (CZE)                  | DNF                       |
| 4                         | Dries Devenyns (BEL)               | 33.                       |
| 5                         | Mikkel Honoré (DEN)                | 3.                        |
| 6                         | James Knox (GBR)                   | 30.                       |
| 7                         | Zdeněk Štybar (CZE)                | DNF                       |

| AG2R Citroën Team ACT | AG2R Citroën Team ACT   | AG2R Citroën Team ACT |
| --------------------- | ----------------------- | --------------------- |
| Num                   | Ciclista                | Pos                   |
| 11                    | François Bidard (FRA)   | DNF                   |
| 12                    | Geoffrey Bouchard (FRA) | 28.                   |
| 13                    | Lilian Calmejane (FRA)  | DNF                   |
| 14                    | Mikaël Cherel (FRA)     | DNF                   |
| 15                    | Jaakko Hänninen (FIN)   | 49.                   |
| 16                    | Damien Touzé (FRA)      | DNF                   |
| 17                    | Larry Warbasse (USA)    | 60.                   |

| UAE Team Emirates UAD | UAE Team Emirates UAD       | UAE Team Emirates UAD |
| --------------------- | --------------------------- | --------------------- |
| Num                   | Ciclista                    | Pos                   |
| 21                    | Juan Ayuso (ESP)            | 18.                   |
| 22                    | Valerio Conti (ITA)         | DNF                   |
| 23                    | Alessandro Covi (ITA)       | 5.                    |
| 24                    | David de la Cruz (ESP)      | 51.                   |
| 25                    | Aleksandr Riabushenko (BLR) | DNF                   |
| 26                    | Matteo Trentin (ITA)        | DNF                   |
| 27                    | Diego Ulissi (ITA)          | 17.                   |

| Astana-Premier Tech APT | Astana-Premier Tech APT            | Astana-Premier Tech APT |
| ----------------------- | ---------------------------------- | ----------------------- |
| Num                     | Ciclista                           | Pos                     |
| 31                      | Luis León Sánchez (ESP)            | 46.                     |
| 32                      | Gorka Izagirre (ESP)               | 20.                     |
| 33                      | Yevgeniy Fedorov (KAZ) (estrada)   | 91.                     |
| 34                      | Yuriy Natarov (KAZ)                | 92.                     |
| 35                      | Óscar Rodríguez Garaicoechea (ESP) | 55.                     |
| 36                      | Javier Romo (ESP)                  | 95.                     |
| 37                      | Nikita Stalnow (KAZ)               | DNF                     |

| Trek-Segafredo TFS | Trek-Segafredo TFS       | Trek-Segafredo TFS |
| ------------------ | ------------------------ | ------------------ |
| Num                | Ciclista                 | Pos                |
| 41                 | Gianluca Brambilla (ITA) | 31.                |
| 42                 | Giulio Ciccone (ITA)     | 14.                |
| 43                 | Alexander Kamp (DEN)     | DNF                |
| 44                 | Juan Pedro López (ESP)   | 32.                |
| 45                 | Bauke Mollema (NED)      | 10.                |
| 46                 | Antonio Nibali (ITA)     | DNF                |
| 47                 | Charlie Quaterman (GBR)  | DNF                |

| Bora-Hansgrohe BOH | Bora-Hansgrohe BOH     | Bora-Hansgrohe BOH |
| ------------------ | ---------------------- | ------------------ |
| Num                | Ciclista               | Pos                |
| 51                 | Giovanni Aleotti (ITA) | DNF                |
| 52                 | Cesare Benedetti (ITA) | 75.                |
| 53                 | Matteo Fabbro (ITA)    | DNF                |
| 54                 | Patrick Gamper (AUT)   | DNF                |
| 55                 | Wilco Kelderman (NED)  | DNF                |
| 56                 | Patrick Konrad (AUT)   | DNF                |
| 57                 | Ide Schelling (NED)    | DNF                |

| Movistar Team MOV | Movistar Team MOV               | Movistar Team MOV |
| ----------------- | ------------------------------- | ----------------- |
| Num               | Ciclista                        | Pos               |
| 61                | Héctor Carretero (ESP)          | 35.               |
| 62                | Johan Jacobs (SUI)              | DNF               |
| 63                | Matteo Jorgenson (USA)          | 65.               |
| 64                | José Joaquín Rojas (ESP)        | 61.               |
| 65                | Einer Rubio (COL)               | 78.               |
| 66                | Sergio Samitier (ESP)           | 64.               |
| 67                | Gonzalo Serrano Rodríguez (ESP) | 11.               |

| Israel Start-Up Nation ISN | Israel Start-Up Nation ISN | Israel Start-Up Nation ISN |
| -------------------------- | -------------------------- | -------------------------- |
| Num                        | Ciclista                   | Pos                        |
| 71                         | Sebastian Berwick (AUS)    | 82.                        |
| 72                         | Alexander Cataford (CAN)   | 76.                        |
| 73                         | Alessandro De Marchi (ITA) | DNF                        |
| 74                         | Omer Goldstein (ISR)       | DNF                        |
| 75                         | Ben Hermans (BEL)          | 29.                        |
| 76                         | Reto Hollenstein (SUI)     | 93.                        |
| 77                         | Guy Niv (ISR)              | DNF                        |

| Groupama-FDJ GFC | Groupama-FDJ GFC            | Groupama-FDJ GFC |
| ---------------- | --------------------------- | ---------------- |
| Num              | Ciclista                    | Pos              |
| 81               | Alexys Brunel (FRA)         | DNF              |
| 82               | Clément Davy (FRA)          | DNF              |
| 83               | Mathieu Ladagnous (FRA)     | DNF              |
| 84               | Sébastien Reichenbach (SUI) | 98.              |
| 85               | Anthony Roux (FRA)          | 58.              |
| 86               | Romain Seigle (FRA)         | 38.              |
| 87               | Lars van den Berg (NED)     | 77.              |

| EF Education-Nippo EFN | EF Education-Nippo EFN | EF Education-Nippo EFN |
| ---------------------- | ---------------------- | ---------------------- |
| Num                    | Ciclista               | Pos                    |
| 91                     | William Barta (USA)    | 68.                    |
| 92                     | Jonathan Caicedo (ECU) | DNF                    |
| 93                     | Simon Carr (GBR)       | 15.                    |
| 94                     | Julien El Fares (FRA)  | DNF                    |
| 95                     | Ruben Guerreiro (POR)  | 19.                    |
| 96                     | Jens Keukeleire (BEL)  | 80.                    |
| 97                     | Neilson Powless (USA)  | 1.                     |

| Ineos Grenadiers IGD | Ineos Grenadiers IGD         | Ineos Grenadiers IGD |
| -------------------- | ---------------------------- | -------------------- |
| Num                  | Ciclista                     | Pos                  |
| 101                  | Egan Bernal (COL)            | 16.                  |
| 102                  | Andrey Amador (CRC)          | DNF                  |
| 103                  | Carlos Rodríguez (ESP)       | 54.                  |
| 104                  | Daniel Felipe Martínez (COL) | DNF                  |
| 105                  | Gianni Moscon (ITA)          | 9.                   |
| 106                  | Adam Yates (GBR)             | 27.                  |
| 107                  | Salvatore Puccio (ITA)       | DNF                  |

| TotalEnergies TDE | TotalEnergies TDE        | TotalEnergies TDE |
| ----------------- | ------------------------ | ----------------- |
| Num               | Ciclista                 | Pos               |
| 111               | Jérémy Cabot (FRA)       | DNF               |
| 112               | Víctor de la Parte (ESP) | 70.               |
| 113               | Valentin Ferron (FRA)    | 94.               |
| 114               | Marlon Gaillard (FRA)    | DNF               |
| 115               | Fabien Grellier (FRA)    | DNF               |
| 116               | Florian Maitre (FRA)     | DNF               |
| 117               | Julien Simon (FRA)       | DNF               |

| Bahrain Victorious TBV | Bahrain Victorious TBV        | Bahrain Victorious TBV |
| ---------------------- | ----------------------------- | ---------------------- |
| Num                    | Ciclista                      | Pos                    |
| 121                    | Santiago Buitrago (COL)       | 71.                    |
| 122                    | Mikel Landa (ESP)             | 34.                    |
| 123                    | Kevin Inkelaar (NED)          | DNF                    |
| 124                    | Domen Novak (SLO)             | DNF                    |
| 125                    | Mark Padun (UKR)              | 13.                    |
| 126                    | Matej Mohorič (SLO) (estrada) | 2.                     |
| 127                    | Stephen Williams (GBR)        | 53.                    |

| Qhubeka NextHash TQA | Qhubeka NextHash TQA    | Qhubeka NextHash TQA |
| -------------------- | ----------------------- | -------------------- |
| Num                  | Ciclista                | Pos                  |
| 131                  | Sander Armée (BEL)      | DNF                  |
| 132                  | Carlos Barbero (ESP)    | DNF                  |
| 133                  | Kilian Frankiny (SUI)   | 87.                  |
| 134                  | Bert-Jan Lindeman (NED) | DNF                  |
| 135                  | Robert Power (AUS)      | DNF                  |
| 136                  | Dylan Sunderland (AUS)  | DNF                  |
| 137                  | Emil Vinjebo (DEN)      | 69.                  |

| BikeExchange BEX | BikeExchange BEX      | BikeExchange BEX |
| ---------------- | --------------------- | ---------------- |
| Num              | Ciclista              | Pos              |
| 141              | Andrey Zeits (KAZ)    | 25.              |
| 142              | Kevin Colleoni (ITA)  | 72.              |
| 143              | Tsgabu Grmay (ETH)    | DNF              |
| 144              | Mikel Nieve (ESP)     | 52.              |
| 145              | Nick Schultz (AUS)    | 47.              |
| 146              | Robert Stannard (AUS) | 74.              |
| 147              | Simon Yates (GBR)     | 22.              |

| Jumbo-Visma TJV | Jumbo-Visma TJV            | Jumbo-Visma TJV |
| --------------- | -------------------------- | --------------- |
| Num             | Ciclista                   | Pos             |
| 151             | Koen Bouwman (NED)         | 56.             |
| 152             | Chris Harper (AUS)         | 100.            |
| 153             | Lennard Hofstede (NED)     | 81.             |
| 154             | Nathan Van Hooydonck (BEL) | 97.             |
| 155             | Sam Oomen (NED)            | 24.             |
| 156             | Antwan Tolhoek (NED)       | 50.             |
| 157             | Jonas Vingegaard (DEN)     | 8.              |

| Cofidis COF | Cofidis COF               | Cofidis COF |
| ----------- | ------------------------- | ----------- |
| Num         | Ciclista                  | Pos         |
| 161         | Rubén Fernández (ESP)     | 21.         |
| 162         | Fernando Barceló (ESP)    | 66.         |
| 163         | André Carvalho (POR)      | DNF         |
| 164         | Nathan Haas (AUS)         | DNF         |
| 165         | José Herrada (ESP)        | 57.         |
| 166         | Natnael Berhane (ERI)     | DNF         |
| 167         | Pierre-Luc Périchon (FRA) | 48.         |

| Caja Rural-Seguros RGA CJR | Caja Rural-Seguros RGA CJR | Caja Rural-Seguros RGA CJR |
| -------------------------- | -------------------------- | -------------------------- |
| Num                        | Ciclista                   | Pos                        |
| 171                        | Jonathan Lastra (ESP)      | 99.                        |
| 172                        | Julen Amézqueta (ESP)      | 40.                        |
| 173                        | Aritz Bagües (ESP)         | DNF                        |
| 174                        | Jon Irisarri (ESP)         | DNF                        |
| 175                        | Jokin Murguialday (ESP)    | 96.                        |
| 176                        | Oier Lazkano (ESP)         | 83.                        |
| 177                        | Jon Barrenetxea (ESP)      | DNF                        |

| Euskaltel-Euskadi EUS | Euskaltel-Euskadi EUS | Euskaltel-Euskadi EUS |
| --------------------- | --------------------- | --------------------- |
| Num                   | Ciclista              | Pos                   |
| 181                   | Mikel Bizkarra (ESP)  | DNF                   |
| 182                   | Mikel Iturria (ESP)   | DNF                   |
| 183                   | Gotzon Martín (ESP)   | 79.                   |
| 184                   | Joan Bou (ESP)        | DNF                   |
| 185                   | Ibai Azurmendi (ESP)  | 67.                   |
| 186                   | Luis Ángel Maté (ESP) | 84.                   |
| 187                   | Xabier Azparren (ESP) | DNF                   |

| Intermarché-Wanty-Gobert Matériaux IWG | Intermarché-Wanty-Gobert Matériaux IWG | Intermarché-Wanty-Gobert Matériaux IWG |
| -------------------------------------- | -------------------------------------- | -------------------------------------- |
| Num                                    | Ciclista                               | Pos                                    |
| 191                                    | Jan Bakelants (BEL)                    | 37.                                    |
| 192                                    | Odd Christian Eiking (NOR)             | 7.                                     |
| 193                                    | Quinten Hermans (BEL)                  | 73.                                    |
| 194                                    | Simone Petilli (ITA)                   | 43.                                    |
| 195                                    | Lorenzo Rota (ITA)                     | 4.                                     |
| 196                                    | Kévin Van Melsen (BEL)                 | DNF                                    |
| 197                                    | Jonas Koch (GER)                       | DNF                                    |

| Team DSM DSM | Team DSM DSM          | Team DSM DSM |
| ------------ | --------------------- | ------------ |
| Num          | Ciclista              | Pos          |
| 201          | Romain Combaud (FRA)  | DNF          |
| 202          | Chad Haga (USA)       | DNF          |
| 203          | Chris Hamilton (AUS)  | 23.          |
| 204          | Jai Hindley (AUS)     | 26.          |
| 205          | Nicolas Roche (IRL)   | DNF          |
| 206          | Kevin Vermaerke (USA) | 90.          |
| 207          | Ilan Van Wilder (BEL) | DNF          |

| Burgos-BH BBH | Burgos-BH BBH            | Burgos-BH BBH |
| ------------- | ------------------------ | ------------- |
| Num           | Ciclista                 | Pos           |
| 211           | Victor Langellotti (MON) | 85.           |
| 212           | Daniel Navarro (ESP)     | DNF           |
| 213           | Willie Smit (RSA)        | DNF           |
| 214           | Alex Molenaar (NED)      | DNF           |
| 215           | Óscar Cabedo (ESP)       | DNF           |
| 216           | Ángel Madrazo (ESP)      | 59.           |
| 217           | Pelayo Sánchez (ESP)     | DNF           |

| Lotto-Soudal LTS | Lotto-Soudal LTS         | Lotto-Soudal LTS |
| ---------------- | ------------------------ | ---------------- |
| Num              | Ciclista                 | Pos              |
| 221              | Filippo Conca (ITA)      | DNF              |
| 222              | Kobe Goossens (BEL)      | 42.              |
| 223              | Stefano Oldani (ITA)     | 36.              |
| 224              | Harry Sweeny (AUS)       | 39.              |
| 225              | Maxim Van Gils (BEL)     | 12.              |
| 226              | Matthew Holmes (GBR)     | DNF              |
| 227              | Xandres Vervloesem (BEL) | DNF              |

| Arkéa-Samsic ARK | Arkéa-Samsic ARK          | Arkéa-Samsic ARK |
| ---------------- | ------------------------- | ---------------- |
| Num              | Ciclista                  | Pos              |
| 231              | Winner Anacona (COL)      | 88.              |
| 232              | Warren Barguil (FRA)      | 44.              |
| 233              | Miguel Flórez López (COL) | DNF              |
| 234              | Matis Louvel (FRA)        | DNF              |
| 235              | Alan Riou (FRA)           | DNF              |
| 236              | Diego Rosa (ITA)          | 86.              |
| 237              | Romain Hardy (FRA)        | 89.              |

| Equipo Kern Pharma EKP | Equipo Kern Pharma EKP   | Equipo Kern Pharma EKP |
| ---------------------- | ------------------------ | ---------------------- |
| Num                    | Ciclista                 | Pos                    |
| 241                    | Raúl García Pierna (ESP) | DNF                    |
| 242                    | Jon Agirre (ESP)         | 62.                    |
| 243                    | Savva Novikov (RUS)      | DNF                    |
| 244                    | Urko Berrade (ESP)       | 45.                    |
| 245                    | Roger Adrià (ESP)        | 41.                    |
| 246                    | Jordi López (ESP)        | DNF                    |
| 247                    | José Félix Parra (ESP)   | 63.                    |

| Deceuninck-Quick Step DQT | Deceuninck-Quick Step DQT          | Deceuninck-Quick Step DQT |
| ------------------------- | ---------------------------------- | ------------------------- |
| Num                       | Ciclista                           | Pos                       |
| 1                         | Julian Alaphilippe (FRA) (estrada) | 6.                        |
| 2                         | Mattia Cattaneo (ITA)              | DNF                       |
| 3                         | Josef Černý (CZE)                  | DNF                       |
| 4                         | Dries Devenyns (BEL)               | 33.                       |
| 5                         | Mikkel Honoré (DEN)                | 3.                        |
| 6                         | James Knox (GBR)                   | 30.                       |
| 7                         | Zdeněk Štybar (CZE)                | DNF                       |

| AG2R Citroën Team ACT | AG2R Citroën Team ACT   | AG2R Citroën Team ACT |
| --------------------- | ----------------------- | --------------------- |
| Num                   | Ciclista                | Pos                   |
| 11                    | François Bidard (FRA)   | DNF                   |
| 12                    | Geoffrey Bouchard (FRA) | 28.                   |
| 13                    | Lilian Calmejane (FRA)  | DNF                   |
| 14                    | Mikaël Cherel (FRA)     | DNF                   |
| 15                    | Jaakko Hänninen (FIN)   | 49.                   |
| 16                    | Damien Touzé (FRA)      | DNF                   |
| 17                    | Larry Warbasse (USA)    | 60.                   |

| UAE Team Emirates UAD | UAE Team Emirates UAD       | UAE Team Emirates UAD |
| --------------------- | --------------------------- | --------------------- |
| Num                   | Ciclista                    | Pos                   |
| 21                    | Juan Ayuso (ESP)            | 18.                   |
| 22                    | Valerio Conti (ITA)         | DNF                   |
| 23                    | Alessandro Covi (ITA)       | 5.                    |
| 24                    | David de la Cruz (ESP)      | 51.                   |
| 25                    | Aleksandr Riabushenko (BLR) | DNF                   |
| 26                    | Matteo Trentin (ITA)        | DNF                   |
| 27                    | Diego Ulissi (ITA)          | 17.                   |

| Astana-Premier Tech APT | Astana-Premier Tech APT            | Astana-Premier Tech APT |
| ----------------------- | ---------------------------------- | ----------------------- |
| Num                     | Ciclista                           | Pos                     |
| 31                      | Luis León Sánchez (ESP)            | 46.                     |
| 32                      | Gorka Izagirre (ESP)               | 20.                     |
| 33                      | Yevgeniy Fedorov (KAZ) (estrada)   | 91.                     |
| 34                      | Yuriy Natarov (KAZ)                | 92.                     |
| 35                      | Óscar Rodríguez Garaicoechea (ESP) | 55.                     |
| 36                      | Javier Romo (ESP)                  | 95.                     |
| 37                      | Nikita Stalnow (KAZ)               | DNF                     |

| Trek-Segafredo TFS | Trek-Segafredo TFS       | Trek-Segafredo TFS |
| ------------------ | ------------------------ | ------------------ |
| Num                | Ciclista                 | Pos                |
| 41                 | Gianluca Brambilla (ITA) | 31.                |
| 42                 | Giulio Ciccone (ITA)     | 14.                |
| 43                 | Alexander Kamp (DEN)     | DNF                |
| 44                 | Juan Pedro López (ESP)   | 32.                |
| 45                 | Bauke Mollema (NED)      | 10.                |
| 46                 | Antonio Nibali (ITA)     | DNF                |
| 47                 | Charlie Quaterman (GBR)  | DNF                |

| Bora-Hansgrohe BOH | Bora-Hansgrohe BOH     | Bora-Hansgrohe BOH |
| ------------------ | ---------------------- | ------------------ |
| Num                | Ciclista               | Pos                |
| 51                 | Giovanni Aleotti (ITA) | DNF                |
| 52                 | Cesare Benedetti (ITA) | 75.                |
| 53                 | Matteo Fabbro (ITA)    | DNF                |
| 54                 | Patrick Gamper (AUT)   | DNF                |
| 55                 | Wilco Kelderman (NED)  | DNF                |
| 56                 | Patrick Konrad (AUT)   | DNF                |
| 57                 | Ide Schelling (NED)    | DNF                |

| Movistar Team MOV | Movistar Team MOV               | Movistar Team MOV |
| ----------------- | ------------------------------- | ----------------- |
| Num               | Ciclista                        | Pos               |
| 61                | Héctor Carretero (ESP)          | 35.               |
| 62                | Johan Jacobs (SUI)              | DNF               |
| 63                | Matteo Jorgenson (USA)          | 65.               |
| 64                | José Joaquín Rojas (ESP)        | 61.               |
| 65                | Einer Rubio (COL)               | 78.               |
| 66                | Sergio Samitier (ESP)           | 64.               |
| 67                | Gonzalo Serrano Rodríguez (ESP) | 11.               |

| Israel Start-Up Nation ISN | Israel Start-Up Nation ISN | Israel Start-Up Nation ISN |
| -------------------------- | -------------------------- | -------------------------- |
| Num                        | Ciclista                   | Pos                        |
| 71                         | Sebastian Berwick (AUS)    | 82.                        |
| 72                         | Alexander Cataford (CAN)   | 76.                        |
| 73                         | Alessandro De Marchi (ITA) | DNF                        |
| 74                         | Omer Goldstein (ISR)       | DNF                        |
| 75                         | Ben Hermans (BEL)          | 29.                        |
| 76                         | Reto Hollenstein (SUI)     | 93.                        |
| 77                         | Guy Niv (ISR)              | DNF                        |

| Groupama-FDJ GFC | Groupama-FDJ GFC            | Groupama-FDJ GFC |
| ---------------- | --------------------------- | ---------------- |
| Num              | Ciclista                    | Pos              |
| 81               | Alexys Brunel (FRA)         | DNF              |
| 82               | Clément Davy (FRA)          | DNF              |
| 83               | Mathieu Ladagnous (FRA)     | DNF              |
| 84               | Sébastien Reichenbach (SUI) | 98.              |
| 85               | Anthony Roux (FRA)          | 58.              |
| 86               | Romain Seigle (FRA)         | 38.              |
| 87               | Lars van den Berg (NED)     | 77.              |

| EF Education-Nippo EFN | EF Education-Nippo EFN | EF Education-Nippo EFN |
| ---------------------- | ---------------------- | ---------------------- |
| Num                    | Ciclista               | Pos                    |
| 91                     | William Barta (USA)    | 68.                    |
| 92                     | Jonathan Caicedo (ECU) | DNF                    |
| 93                     | Simon Carr (GBR)       | 15.                    |
| 94                     | Julien El Fares (FRA)  | DNF                    |
| 95                     | Ruben Guerreiro (POR)  | 19.                    |
| 96                     | Jens Keukeleire (BEL)  | 80.                    |
| 97                     | Neilson Powless (USA)  | 1.                     |

| Ineos Grenadiers IGD | Ineos Grenadiers IGD         | Ineos Grenadiers IGD |
| -------------------- | ---------------------------- | -------------------- |
| Num                  | Ciclista                     | Pos                  |
| 101                  | Egan Bernal (COL)            | 16.                  |
| 102                  | Andrey Amador (CRC)          | DNF                  |
| 103                  | Carlos Rodríguez (ESP)       | 54.                  |
| 104                  | Daniel Felipe Martínez (COL) | DNF                  |
| 105                  | Gianni Moscon (ITA)          | 9.                   |
| 106                  | Adam Yates (GBR)             | 27.                  |
| 107                  | Salvatore Puccio (ITA)       | DNF                  |

| TotalEnergies TDE | TotalEnergies TDE        | TotalEnergies TDE |
| ----------------- | ------------------------ | ----------------- |
| Num               | Ciclista                 | Pos               |
| 111               | Jérémy Cabot (FRA)       | DNF               |
| 112               | Víctor de la Parte (ESP) | 70.               |
| 113               | Valentin Ferron (FRA)    | 94.               |
| 114               | Marlon Gaillard (FRA)    | DNF               |
| 115               | Fabien Grellier (FRA)    | DNF               |
| 116               | Florian Maitre (FRA)     | DNF               |
| 117               | Julien Simon (FRA)       | DNF               |

| Bahrain Victorious TBV | Bahrain Victorious TBV        | Bahrain Victorious TBV |
| ---------------------- | ----------------------------- | ---------------------- |
| Num                    | Ciclista                      | Pos                    |
| 121                    | Santiago Buitrago (COL)       | 71.                    |
| 122                    | Mikel Landa (ESP)             | 34.                    |
| 123                    | Kevin Inkelaar (NED)          | DNF                    |
| 124                    | Domen Novak (SLO)             | DNF                    |
| 125                    | Mark Padun (UKR)              | 13.                    |
| 126                    | Matej Mohorič (SLO) (estrada) | 2.                     |
| 127                    | Stephen Williams (GBR)        | 53.                    |

| Qhubeka NextHash TQA | Qhubeka NextHash TQA    | Qhubeka NextHash TQA |
| -------------------- | ----------------------- | -------------------- |
| Num                  | Ciclista                | Pos                  |
| 131                  | Sander Armée (BEL)      | DNF                  |
| 132                  | Carlos Barbero (ESP)    | DNF                  |
| 133                  | Kilian Frankiny (SUI)   | 87.                  |
| 134                  | Bert-Jan Lindeman (NED) | DNF                  |
| 135                  | Robert Power (AUS)      | DNF                  |
| 136                  | Dylan Sunderland (AUS)  | DNF                  |
| 137                  | Emil Vinjebo (DEN)      | 69.                  |

| BikeExchange BEX | BikeExchange BEX      | BikeExchange BEX |
| ---------------- | --------------------- | ---------------- |
| Num              | Ciclista              | Pos              |
| 141              | Andrey Zeits (KAZ)    | 25.              |
| 142              | Kevin Colleoni (ITA)  | 72.              |
| 143              | Tsgabu Grmay (ETH)    | DNF              |
| 144              | Mikel Nieve (ESP)     | 52.              |
| 145              | Nick Schultz (AUS)    | 47.              |
| 146              | Robert Stannard (AUS) | 74.              |
| 147              | Simon Yates (GBR)     | 22.              |

| Jumbo-Visma TJV | Jumbo-Visma TJV            | Jumbo-Visma TJV |
| --------------- | -------------------------- | --------------- |
| Num             | Ciclista                   | Pos             |
| 151             | Koen Bouwman (NED)         | 56.             |
| 152             | Chris Harper (AUS)         | 100.            |
| 153             | Lennard Hofstede (NED)     | 81.             |
| 154             | Nathan Van Hooydonck (BEL) | 97.             |
| 155             | Sam Oomen (NED)            | 24.             |
| 156             | Antwan Tolhoek (NED)       | 50.             |
| 157             | Jonas Vingegaard (DEN)     | 8.              |

| Cofidis COF | Cofidis COF               | Cofidis COF |
| ----------- | ------------------------- | ----------- |
| Num         | Ciclista                  | Pos         |
| 161         | Rubén Fernández (ESP)     | 21.         |
| 162         | Fernando Barceló (ESP)    | 66.         |
| 163         | André Carvalho (POR)      | DNF         |
| 164         | Nathan Haas (AUS)         | DNF         |
| 165         | José Herrada (ESP)        | 57.         |
| 166         | Natnael Berhane (ERI)     | DNF         |
| 167         | Pierre-Luc Périchon (FRA) | 48.         |

| Caja Rural-Seguros RGA CJR | Caja Rural-Seguros RGA CJR | Caja Rural-Seguros RGA CJR |
| -------------------------- | -------------------------- | -------------------------- |
| Num                        | Ciclista                   | Pos                        |
| 171                        | Jonathan Lastra (ESP)      | 99.                        |
| 172                        | Julen Amézqueta (ESP)      | 40.                        |
| 173                        | Aritz Bagües (ESP)         | DNF                        |
| 174                        | Jon Irisarri (ESP)         | DNF                        |
| 175                        | Jokin Murguialday (ESP)    | 96.                        |
| 176                        | Oier Lazkano (ESP)         | 83.                        |
| 177                        | Jon Barrenetxea (ESP)      | DNF                        |

| Euskaltel-Euskadi EUS | Euskaltel-Euskadi EUS | Euskaltel-Euskadi EUS |
| --------------------- | --------------------- | --------------------- |
| Num                   | Ciclista              | Pos                   |
| 181                   | Mikel Bizkarra (ESP)  | DNF                   |
| 182                   | Mikel Iturria (ESP)   | DNF                   |
| 183                   | Gotzon Martín (ESP)   | 79.                   |
| 184                   | Joan Bou (ESP)        | DNF                   |
| 185                   | Ibai Azurmendi (ESP)  | 67.                   |
| 186                   | Luis Ángel Maté (ESP) | 84.                   |
| 187                   | Xabier Azparren (ESP) | DNF                   |

| Intermarché-Wanty-Gobert Matériaux IWG | Intermarché-Wanty-Gobert Matériaux IWG | Intermarché-Wanty-Gobert Matériaux IWG |
| -------------------------------------- | -------------------------------------- | -------------------------------------- |
| Num                                    | Ciclista                               | Pos                                    |
| 191                                    | Jan Bakelants (BEL)                    | 37.                                    |
| 192                                    | Odd Christian Eiking (NOR)             | 7.                                     |
| 193                                    | Quinten Hermans (BEL)                  | 73.                                    |
| 194                                    | Simone Petilli (ITA)                   | 43.                                    |
| 195                                    | Lorenzo Rota (ITA)                     | 4.                                     |
| 196                                    | Kévin Van Melsen (BEL)                 | DNF                                    |
| 197                                    | Jonas Koch (GER)                       | DNF                                    |

| Team DSM DSM | Team DSM DSM          | Team DSM DSM |
| ------------ | --------------------- | ------------ |
| Num          | Ciclista              | Pos          |
| 201          | Romain Combaud (FRA)  | DNF          |
| 202          | Chad Haga (USA)       | DNF          |
| 203          | Chris Hamilton (AUS)  | 23.          |
| 204          | Jai Hindley (AUS)     | 26.          |
| 205          | Nicolas Roche (IRL)   | DNF          |
| 206          | Kevin Vermaerke (USA) | 90.          |
| 207          | Ilan Van Wilder (BEL) | DNF          |

| Burgos-BH BBH | Burgos-BH BBH            | Burgos-BH BBH |
| ------------- | ------------------------ | ------------- |
| Num           | Ciclista                 | Pos           |
| 211           | Victor Langellotti (MON) | 85.           |
| 212           | Daniel Navarro (ESP)     | DNF           |
| 213           | Willie Smit (RSA)        | DNF           |
| 214           | Alex Molenaar (NED)      | DNF           |
| 215           | Óscar Cabedo (ESP)       | DNF           |
| 216           | Ángel Madrazo (ESP)      | 59.           |
| 217           | Pelayo Sánchez (ESP)     | DNF           |

| Lotto-Soudal LTS | Lotto-Soudal LTS         | Lotto-Soudal LTS |
| ---------------- | ------------------------ | ---------------- |
| Num              | Ciclista                 | Pos              |
| 221              | Filippo Conca (ITA)      | DNF              |
| 222              | Kobe Goossens (BEL)      | 42.              |
| 223              | Stefano Oldani (ITA)     | 36.              |
| 224              | Harry Sweeny (AUS)       | 39.              |
| 225              | Maxim Van Gils (BEL)     | 12.              |
| 226              | Matthew Holmes (GBR)     | DNF              |
| 227              | Xandres Vervloesem (BEL) | DNF              |

| Arkéa-Samsic ARK | Arkéa-Samsic ARK          | Arkéa-Samsic ARK |
| ---------------- | ------------------------- | ---------------- |
| Num              | Ciclista                  | Pos              |
| 231              | Winner Anacona (COL)      | 88.              |
| 232              | Warren Barguil (FRA)      | 44.              |
| 233              | Miguel Flórez López (COL) | DNF              |
| 234              | Matis Louvel (FRA)        | DNF              |
| 235              | Alan Riou (FRA)           | DNF              |
| 236              | Diego Rosa (ITA)          | 86.              |
| 237              | Romain Hardy (FRA)        | 89.              |

| Equipo Kern Pharma EKP | Equipo Kern Pharma EKP   | Equipo Kern Pharma EKP |
| ---------------------- | ------------------------ | ---------------------- |
| Num                    | Ciclista                 | Pos                    |
| 241                    | Raúl García Pierna (ESP) | DNF                    |
| 242                    | Jon Agirre (ESP)         | 62.                    |
| 243                    | Savva Novikov (RUS)      | DNF                    |
| 244                    | Urko Berrade (ESP)       | 45.                    |
| 245                    | Roger Adrià (ESP)        | 41.                    |
| 246                    | Jordi López (ESP)        | DNF                    |
| 247                    | José Félix Parra (ESP)   | 63.                    |

Convenções:
- AB: Abandono
- FLT: Retiro por chegada fora do limite de tempo
- NTS: Não tomou a saída
- DES: Desclassificado ou expulsado

## UCI World Ranking
A Clássica San Sebastián outorgou pontos para o UCI World Ranking para corredores das equipas nas categorias UCI WorldTeam, UCI ProTeam e Continental. As seguintes tabelas são o barómetro de pontuação e os 10 corredores que obtiveram mais pontos:
| Posição   | 1.º | 2.º | 3.º | 4.º | 5.º | 6.º | 7.º | 8.º | 9.º | 10.º | 11.º | 12.º | 13.º | 14.º | 15.º | 16.º-20.º | 21.º-30.º | 31.º-50.º | 51.º-55.º | 56.º-60.º |
| Pontuação | 400 | 320 | 260 | 220 | 180 | 140 | 120 | 100 | 80  | 68   | 56   | 48   | 40   | 32   | 28   | 24        | 16        | 8         | 4         | 2         |

| Classificação |                      |                                    |        |
| Ciclista      | Ciclista             | Equipo                             | Pontos |
| ------------- | -------------------- | ---------------------------------- | ------ |
| 1.º           | Neilson Powless      | EF Education-NIPPO                 | 400    |
| 2.º           | Matej Mohorič        | Bahrain Victorious                 | 320    |
| 3.º           | Mikkel Honoré        | Deceuninck-Quick Step              | 260    |
| 4.º           | Lorenzo Rota         | Intermarché-Wanty-Gobert Matériaux | 220    |
| 5.º           | Alessandro Covi      | UAE Emirates                       | 180    |
| 6.º           | Julian Alaphilippe   | Deceuninck-Quick Step              | 140    |
| 7.º           | Odd Christian Eiking | Intermarché-Wanty-Gobert Matériaux | 120    |
| 8.º           | Jonas Vingegaard     | Jumbo-Visma                        | 100    |
| 9.º           | Gianni Moscon        | Ineos Grenadiers                   | 80     |
| 10.º          | Bauke Mollema        | Trek-Segafredo                     | 68     |